# Andrei Iordan
Andrei Andreyevich Iordan (em russo:  Андрей Андреевич Иордан) foi um estadista quirguiz que atuou como Secretário de Estado do Quirguistão e exerceu interinamente as funções de primeiro-ministro de 29 de novembro de 1991 a 10 de fevereiro de 1992. Ele atuou como Ministro da Indústria e Comércio Externo e, posteriormente, como assessor do primeiro-ministro.